# Głupi Jaś
Artykuł ten został zgłoszony do umieszczenia na stronie głównej w rubryce „Czy wiesz”.
Pomóż nam go sprawdzić: oceń zgłoszoną nominację.
Głupi Jaś, Głupi Jasio (duń. Klods-Hans) – baśń literacka autorstwa Hansa Christiana Andersena, wydana po raz pierwszy w kwietniu 1855 roku.

## Publikacja
Andersenowska baśń literacka Głupi Jaś została po raz pierwszy opublikowana 30 kwietnia 1855 roku w Kopenhadze przez wydawnictwo C. A. Reitzel w zbiorze Historier. 1855 wraz z innymi 21 utworami. Autorem ilustracji do tego wydania był Vilhelm Pedersen. W katalogu dzieł Hansa Christiana Andersena autorstwa B.F. Nielsena baśń opatrzona jest numerem 738. Głupiego Jasia wznowiono za życia pisarza w marcu 1863 roku w antologii Baśnie i opowieści. Tom drugi (duń.  Eventyr og Historier. Andet Bind).

## Polskie przekłady
Od początku XX wieku baśń była kilkakrotnie tłumaczona na język polski:
- 1900 – Janek Głuptasek: Antonina Gawrońska (tłum.): Opowieści Andersena. Lwów. Brak numerów stron w książce
- 1901 – Jaś Głuptaś: Maria Glotz (tłum.): Nowe powieści czarodziejskie Andersena. T. 2. Warszawa. Brak numerów stron w książce
- 1905 – Durny Jasio: Wanda Młodnicka (tłum.): Wybór bajek Andersena. Lwów. Brak numerów stron w książce
- 1931 – Głupi Jasio: Stefania Beylin (tłum.): Baśnie. Warszawa. Brak numerów stron w książce
- 1938 – Głupi Jaś: Marceli Tarnowski (tłum.): Bajki. Warszawa. Brak numerów stron w książce
- 1938 – O głupim Jasiu: Adam Przemski (tłum.): Bajki. Kraków. Brak numerów stron w książce
- 2006 – Głupi Jaś: Bogusława Sochańska (tłum.): Baśnie i opowieści. Tom II 1852–1862. Poznań. s. 121–125. ISBN 978-83-7278-194-9. (z oryginału duńskiego)

## Fabuła
Streszczenia dokonano na podstawie wersji duńskiej.
Na wsi stoi stary dwór, w którym mieszka stary pan z dwoma bardzo uczonymi synami. Obaj synowie chcą poślubić królewską córkę, która pragnie wyjść za kawalera najbardziej elokwentnego. Bracia przygotowują się przez osiem dni, co im w zupełności wystarcza, bo są wystarczająco wyedukowani. Jeden z nich zna na pamięć całe łacińskie słowniki i trzy roczniki gazety miejskiej. Drugi zna wszystkie przepisy cechowe i potrafi rozmawiać o sprawach państwowych, a do tego umie haftować szelki. Obaj są przekonani, że to właśnie oni zdobędą królewnę.
Ojciec daje pierwszemu karego konia, a drugiemu mlecznobiałego. Obaj smarują sobie usta tranem, żeby mówić bardziej płynnie. Służba zbiera się na podwórzu, żeby zobaczyć, jak bracia wyruszają w drogę. Pojawia się trzeci brat, którego wszyscy nazywają „Głupim Jasiem”, bo nie jest tak wykształcony jak jego bracia.
Jaś pyta, dokąd jadą w odświętnych ubraniach, a oni mu opowiadają o królewnie. Chłopak mówi, że też chce pojechać i zdobyć królewnę, co rozśmiesza braci. Ojciec nie daje mu konia, bo uważa, że Jan jest nic nie wart. Młodzieniec dosiada swojego kozła i na nim rusza w drogę, śpiewając głośno. Po drodze znajduje martwą wronę i postanawia podarować ją królewnie. Znajduje też starą, zepsutą podeszwę drewniaka i mówi, że to również będzie jego prezent dla królewskiej córki.
Bracia pytają Janka, co znowu znalazł. Chłopak mówi, że to coś niezwykłego i że królewna będzie zachwycona. Bracia stwierdzają, że to tylko błoto wyciągnięte z rowu. Jan przyznaje, że to błoto, ale najlepszej jakości, bo nie da się go utrzymać w ręce, i napełnia nim kieszenie. Bracia pędzą do miasta najszybciej, jak mogą, i docierają godzinę przed Jasiem. Przy bramie kawalerowie dostają numery i ustawiają się w kolejce po sześciu w szeregu, tak ciasno, że nie mogą ruszyć rękami. Wszyscy mieszkańcy miasta zbierają się wokół zamku, żeby zobaczyć, jak królewna przyjmuje zalotników.
Gdy pierwszy z nich wchodzi do sali, odejmuje mu mowę. Królewna mówi: „Nie nadajesz się! Precz!” Potem przychodzi brat, który zna słownik, ale ze zdenerwowania zapomina wszystkiego. Widzi swoje odbicie w szklanym suficie i przez to jeszcze bardziej się denerwuje. W każdym oknie stoi trzech pisarzy i jeden starosta, którzy zapisują każde słowo, by zaraz sprzedać to do gazety. W komnacie jest tak gorąco, że jeden z zalotników wspomina o upale. Królewna odpowiada, że to dlatego, że jej ojciec dziś piecze koguty. Brat nie wie, co odpowiedzieć, i tylko bełkocze coś bez sensu.
Janek wjeżdża do komnaty na koźle i mówi, że jest w niej straszny skwar. Królewna znów mówi o pieczonych kogutach, a Janek żartuje, że pewnie może sobie upiec wronę. Wyciąga drewniany chodak i wkłada do niego wronę, a z kieszeni wyciąga błoto, mówiąc, że to będzie sos. Królewna śmieje się i wybiera Janka na męża. Młodzik zostaje królem, choć wszystko to zapisuje starosta, który jest znany z tego, że nie zawsze mówi prawdę.

## Galeria

Ilustracje baśni Głupi Jaś
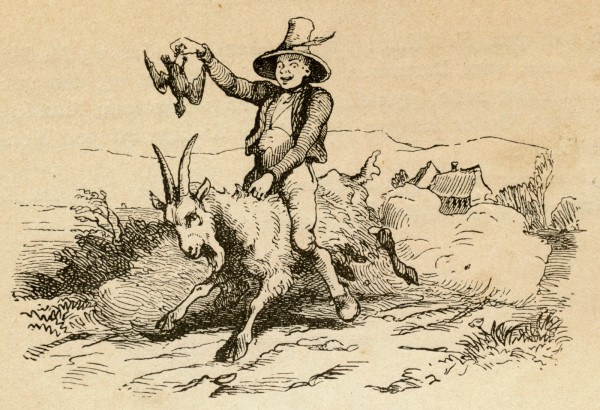
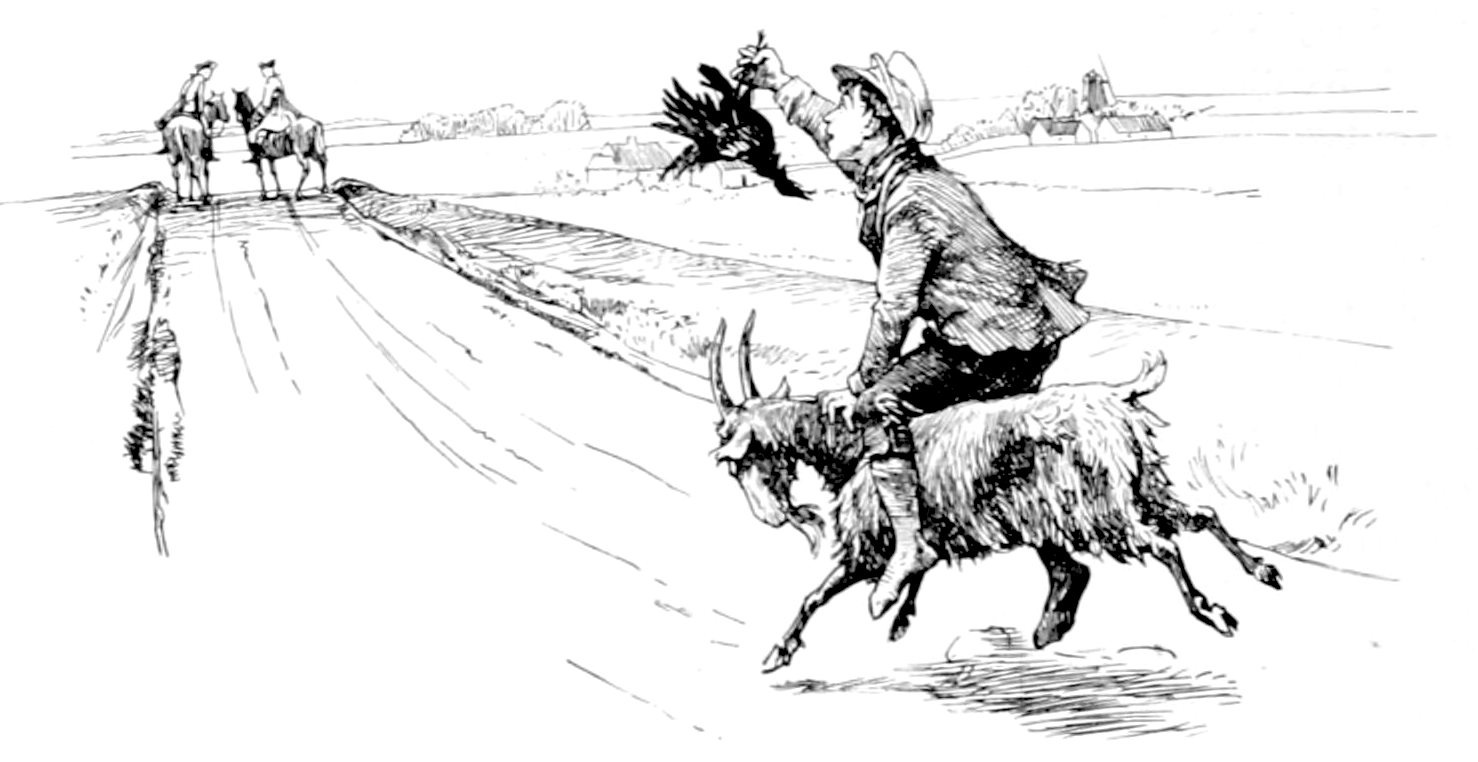
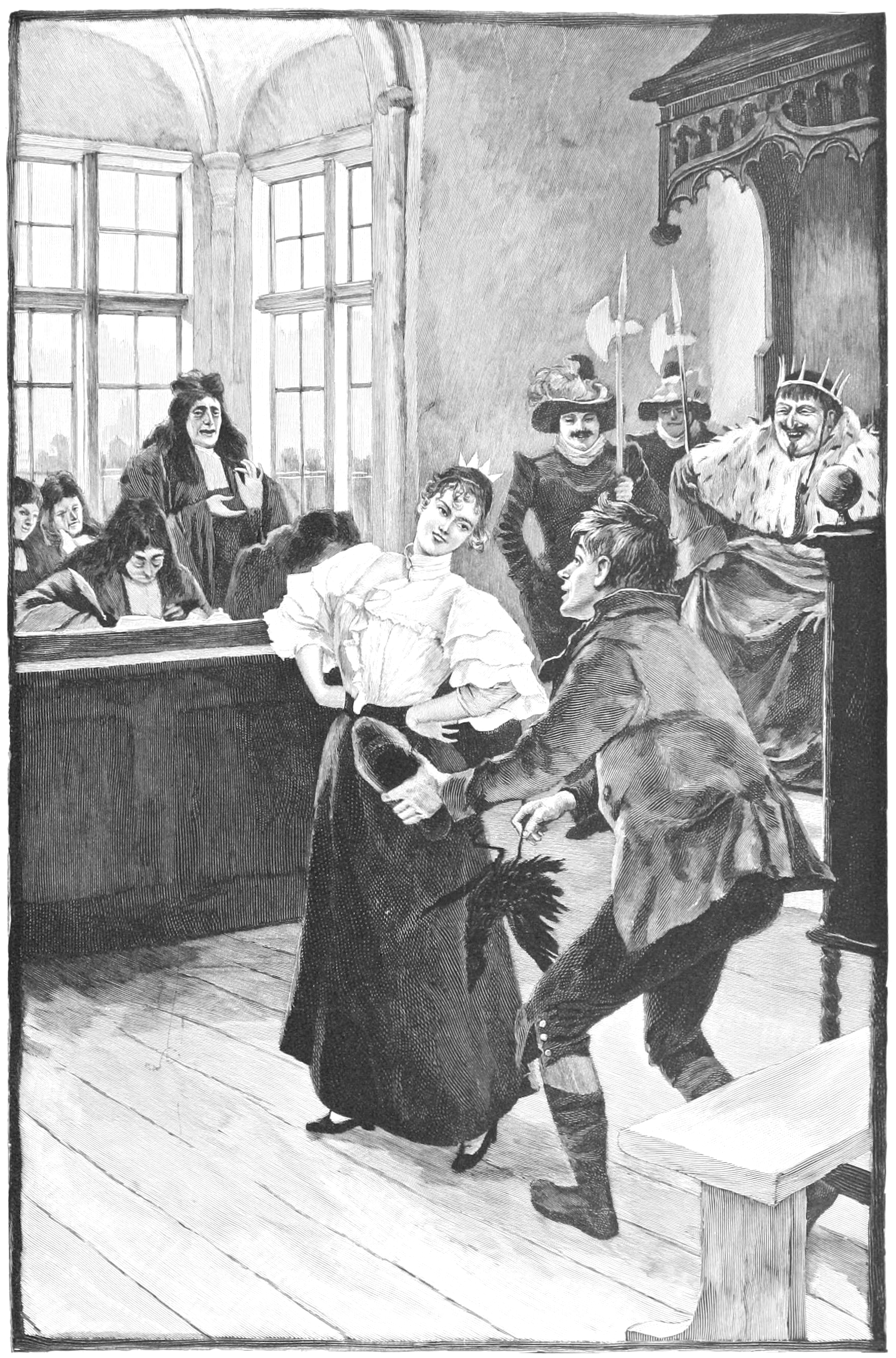
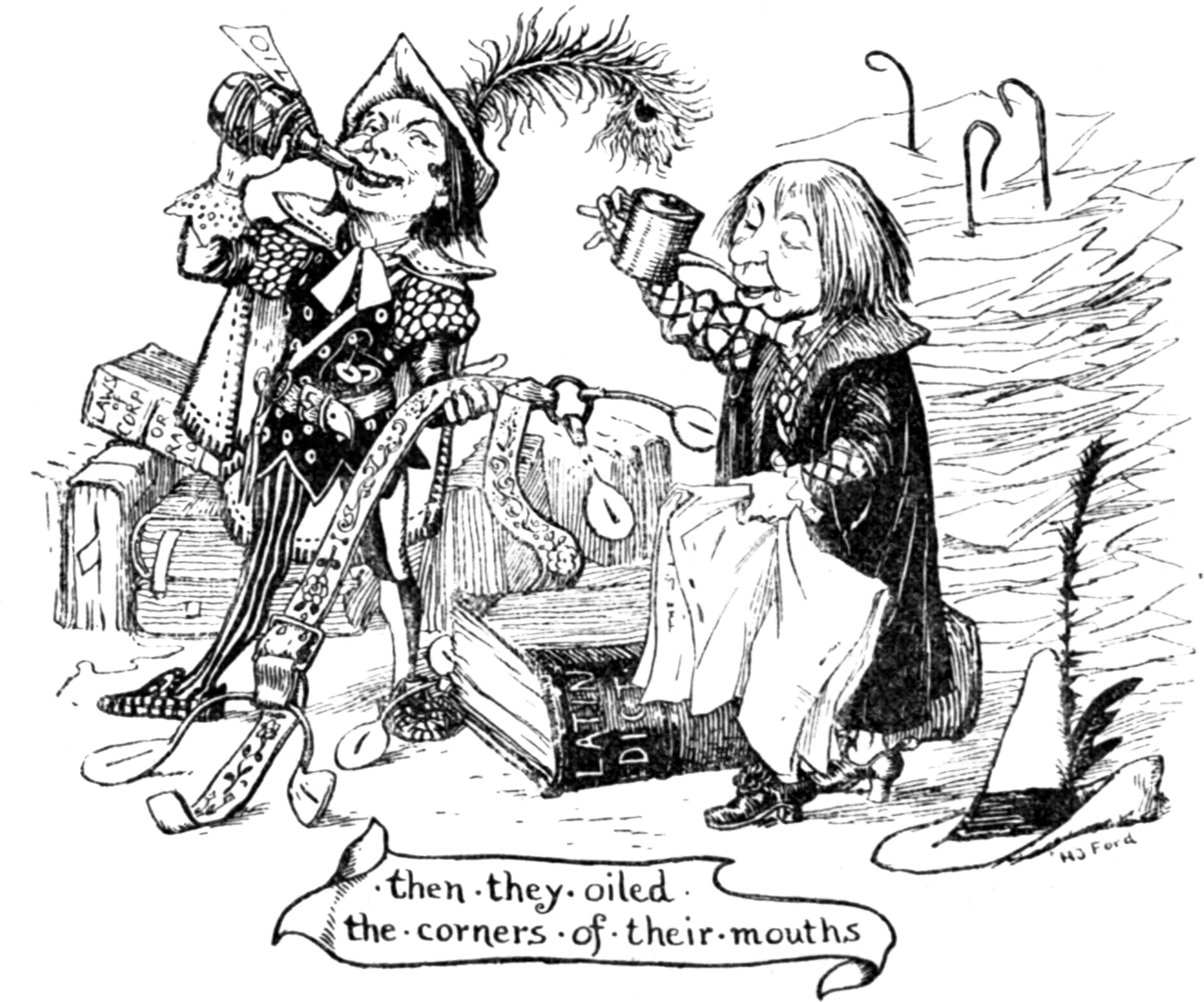
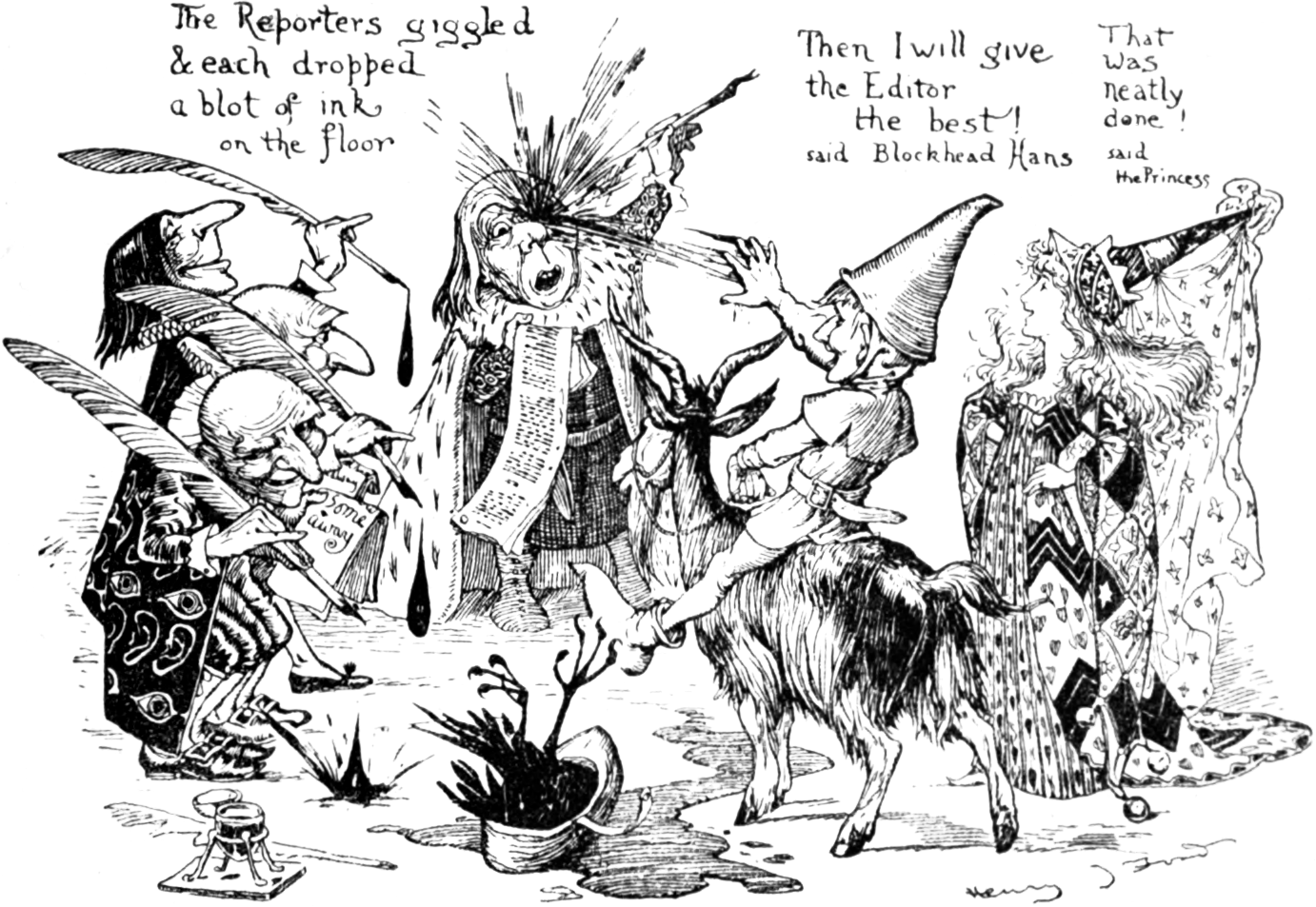

## Adaptacje filmowe
- 2004 – Pan Andersen opowiada, duńsko-brytyjsko-niemiecki serial animowany (odcinek 25 – Klods Hans)[5].